# Wereldkampioenschappen moderne vijfkamp 1949
De wereldkampioenschappen moderne vijfkamp 1949 werden gehouden in Stockholm, Zweden. Het waren de eerste wereldkampioenschappen moderne vijfkamp.

## Medailles

### Mannen
| Onderdeel   | Goud | Goud                                  | Zilver | Zilver                                    | Brons | Brons                                     |
| ----------- | ---- | ------------------------------------- | ------ | ----------------------------------------- | ----- | ----------------------------------------- |
| Individueel | SWE  | Tage Bjurfeldt                        | FIN    | Lauri Vilkko                              | FIN   | Viktor Platan                             |
| Team        | SWE  | Lars Hall Tage Bjurfeldt Gösta Gärdin | FIN    | Olavi Salminen Lauri Vilkko Viktor Platan | SUI   | Franz Hegner Bernhard König Werner Schmid |

### Medaillespiegel
| Plaats | Land        | Goud | Zilver | Brons | Totaal |
| 1      | Zweden      | 2    | 0      | 0     | 2      |
| 2      | Finland     | 0    | 2      | 1     | 5      |
| 3      | Zwitserland | 0    | 0      | 1     | 1      |
| Totaal | Totaal      | 2    | 2      | 2     | 6      |